# Fäbodtjärnen (Sävars socken, Västerbotten)
Fäbodtjärnen är en sjö i Umeå kommun i Västerbotten och ingår i Sävaråns huvudavrinningsområde.